# Upplands runinskrifter 355
Upplands runinskrifter 355 är en försvunnen, troligen överkalkad, vikingatida runsten i Lunda kyrka, Lunda socken och Sigtuna kommun. Stenen var försvunnen 1829 och var redan då säkerligen helt dold under kalkputs. Troligen finns stenen kvar under putsen men är oåtkomlig. Stenens höjd är ungefär 1,50 meter och bredden (över mitten) ungefär 0,65 meter. Stenen har en enkel inskrift och saknar ornamental utsmyckning.
Runstensfragmentet U ATA5923/69, som förvaras i vapenhuset i Lunda kyrka, kan utgöra en del av U 355.

## Inskriften
Translitterering av runraden:
[ulmfriþ + uk + ulmfastr ... + (b)(u)(n)(t)(a) + bruþur + sin sun + kuþriks + i myriby buki]
Normalisering till runsvenska:
Holmfriðr ok Holmfastr ... bonda, broður sinn, sun Guðriks, i Myriby byggi.
Översättning till nusvenska:
Holmfrid och Holmfast ... bonde, sin broder, son till Gudrik, som bodde i Mörby.